# José María Vargas (municipalité)
Pour l’article homonyme, voir Vargas.
José María Vargas est l'une des vingt-neuf municipalités de l'État de Táchira au Venezuela. Son chef-lieu est El Cobre. En 2011, la population s'élève à 9 879 habitants.

## Géographie

### Subdivisions
Selon l'Institut national de statistique et contrairement à la plupart des municipalités du pays, la municipalité de José María Vargas ne comporte aucune paroisse civile.